# ناو کلاس سنتینل
کروزر کلاس سنتینل (به انگلیسی: Sentinel-class cruiser) یک کلاس از کشتی است که طول آن ۳۶۰ فوت (۱۰۹٫۷ متر) می‌باشد.